# Crypthelia vascomarquesi
Crypthelia vascomarquesi är en nässeldjursart som beskrevs av Zibrowius och Stephen D. Cairns 1992. Crypthelia vascomarquesi ingår i släktet Crypthelia och familjen Stylasteridae. Inga underarter finns listade i Catalogue of Life.